# San Salvador (Guairá)

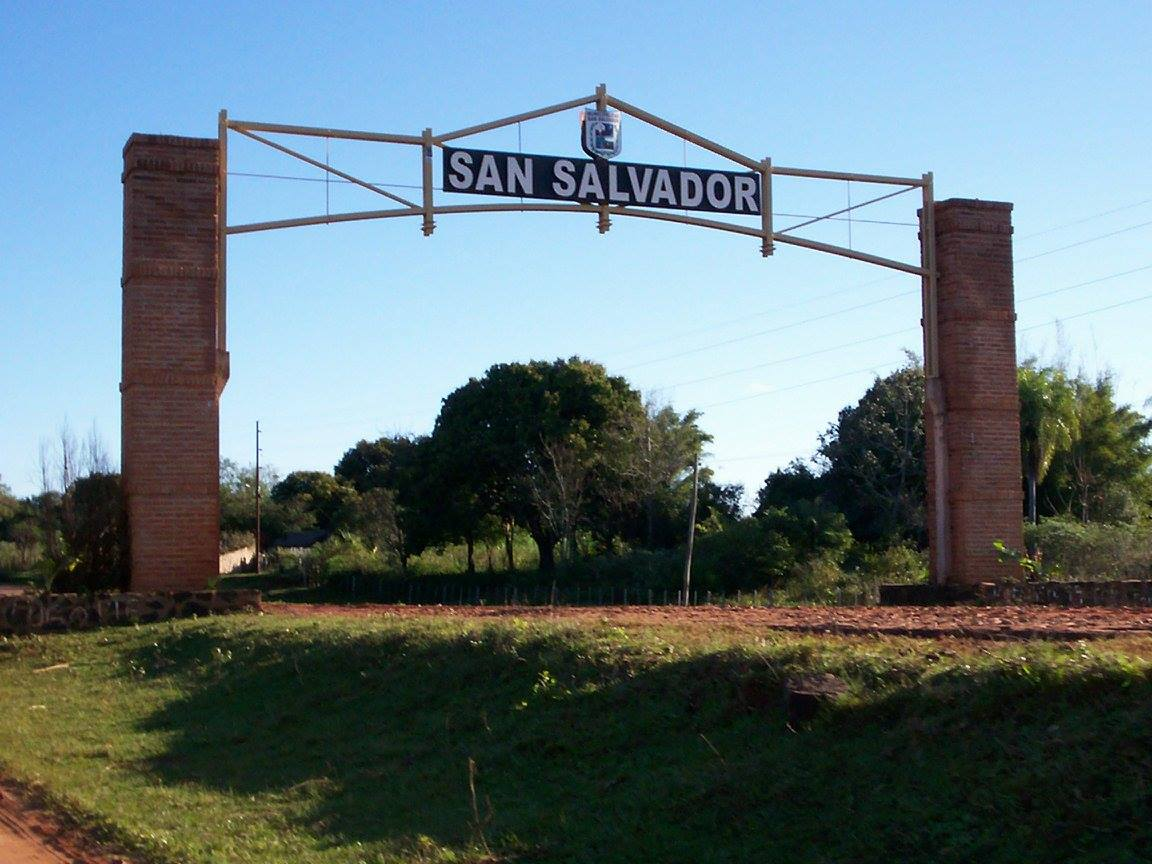
Acceso a San Salvador por al Ruta PY08.

San Salvador es un distrito paraguayo del Departamento de Guairá, ubicado a unos 200 km de Asunción, y a 23 km al sur de Villarrica. Fue formado sobre las antiguas vías ferroviarias. Se accede a este municipio por un ramal de la Ruta PY08 en la compañía Itaybú de Villarrica.
Lo que actualmente es el pueblo de San Salvador era una compañía del municipio de Borja donde se encontraba su estación de ferrocarril llamada estación Borja.Con la habilitación del ferrocarril en 1890, éste se convirtió en la principal fuente de empleos de la zona y llegaron a funcionar en sus inmediaciones hoteles, bares y comercios. Junto a las estaciones de Sapucái y Salitre Cué, la otrora estación Borja fue un centro de reabastecimiento de agua y leña para los viajes Asunción a Encarnación. En 1951, el poblado formado a lo largo de dicha estación fue elevado a municipio con el nombre de San Salvador. En 2005, debido al desuso se empezó a rematar como chatarra toneladas de rieles y otros equipos. Para evitar el desmantelamiento total de la estación, vecinos y autoridades montaron un museo histórico y una biblioteca municipal con los restos rescatados.

## Geografía
Se encuentra situado en el extremo sur del departamento de Guairá. Tiene una superficie de 140 km² y la forma de un octágono irregular. Limita al norte con Villarrica, al sur con Iturbe, al oeste con Borja, al este con Ñumí e Iturbe. Su irrigación se da mediante los arroyos Remansito, que lo separa de Villarrica; Yhacá Guazú, que lo separa de Iturbe y Ñumí; y los arroyos Itacuñá y Bolas Cuá. Todos estos cauces son afluentes del río Tebicuarymí. En su territorio municipal se observa planicies onduladas y zonas bajas que forman humedales. No se observan elevaciones que superen 200m. 

## Subdivisión
Las aldeas rurales son llamadas compañías y algunas de ellas son Tranquera San Rafael, Yhakamí, Fátima, Virgen de Caacupé, Itacurubí, Potrero Robledo, Jukerí e Isla Valle. 

## Economía

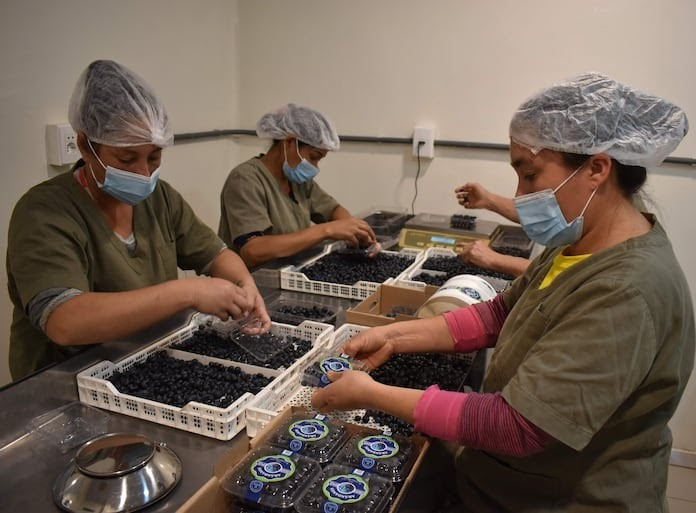
Producción de arándanos en San Salvador.

Sus habitantes se dedican al cultivo de trigo, caña de azúcar, tabaco, algodón y es una de las pocas localidades del país que produce arándanos. En cuanto a la ganadería, producen vacunos, equinos, porcinos y caprinos. Luego del cese de funcionamiento del ferrocarril quedaron muy pocos empleos en el pueblo y buena parte de su población migró a Villarrica, Asunción y Ciudad del Este.

## Infraestructura
La comunicación terrestre más importante es el ramal de la ruta PY08 que atraviesa la compañía Itaybú de Villarrica y que lo conecta con ciudades como Villarrica, Oviedo y Encarnación. Mediante la ruta PY18 se conecta con los pueblos de Borja en el departamento de Guairá y Tebicuarymí en el departamento de Paraguarí. Las rutas y caminos internos se encuentran pavimentados, empedrados, otros enripiados y terraplenados. Varias compañías quedan aisladas en caso de lluvias, situación que anteriormente era subsanada por el servicio ferroviario.  
Los autobuses de la empresa de transportes Guaireña SA atraviesan San Salvador en su destino Villarrica a Iturbe. Para traslados internos como a otros municipios se dispone de autobuses de menor capacidad y furgonetas. La atención a la salud es proporcionada por el centro de salud local, dependiente de la cuarta región sanitaria con sede en Villarrica.  

## Cultura

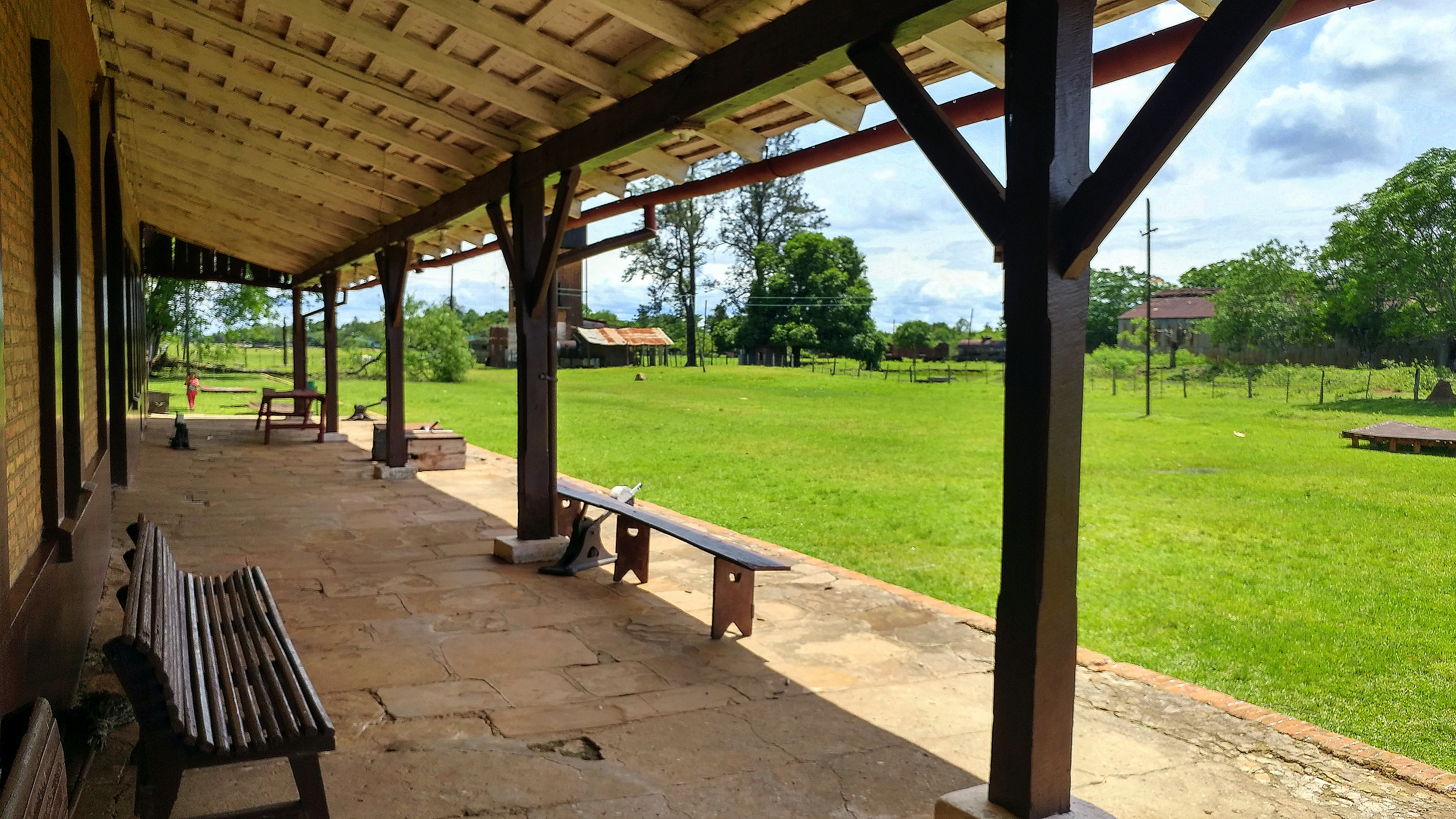
Plataforma de la antigua estación de ferrocarril.

Los sitios de mayor relevancia son la iglesia Niño Salvador del Mundo, la antigua estación de ferrocarril que actualmente sirve como un centro cultural, el edificio del centro social, el edificio del centro de salud y el edificio del colegio Padre Cassanello.La antigua estación funciona como Museo y Biblioteca Municipal. Se logró preservar dos locomotoras y artefactos de la época como yunques, lámparas, muebles,  gatos de locomotoras, la máquina fechadora y la caja fuerte de hierro pero desapareció el telégrafo y el gran reloj.

En septiembre, un tramo de 12 km de la competencia de Rally de Guairá tiene lugar entre este municipio y el de Iturbe.

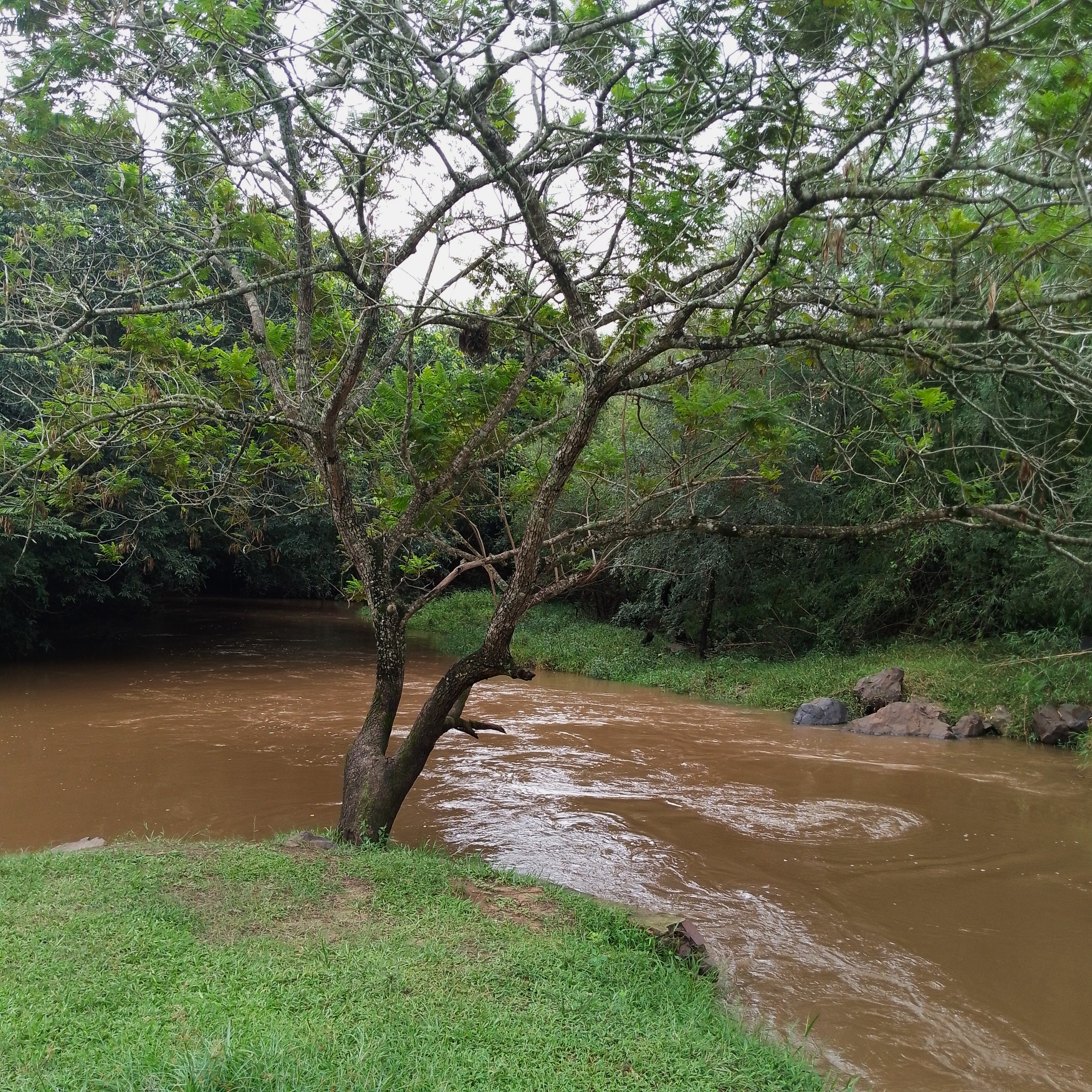
Aguas del arroyo Bolas Cuá a su paso por San Salvador.

El 28 de diciembre inicia la fiesta patronal del municipio siendo su santo patrono el Niño Salvador del Mundo cuya imagen se halla en la iglesia del mismo nombre. La imagen fue traída por la familia Miranda-Ciotti oriunda de Borja y asentada en el poblado en la época del ferrocarril. Los festejos empiezan con una novena de misas en la iglesia, donde cada barrio tiene a su cargo la celebración de un día de misa. Durante los nueve días se realizan corridas de toros llamadas localmente torines. Terminada la ceremonia religiosa, la imagen del santo patrono recorre en procesión las calles del pueblo. El 6 de enero, como cierre del festejo, las calles son adornadas y la gente acude a la misa presidida por el Obispo de la diócesis de Villarrica.
Sobre el ramal de la ruta PY08 del acceso al pueblo se encuentra el balneario del arroyo Bolas Cuá que es de acceso gratuito y donde se puede pescar y hacer asados. Camino a Borja sobre la ruta PY18 se halla un polideportivo construido durante la presidencia del lugareño Andrés Rodríguez.